# Juvenilní myoklonická epilepsie
Juvenilní myoklonická epilepsie (JME, tzv. Janzův syndrom) je běžným typem idiopatické generalizované epilepsie, představuje 5-10 % všech případů epilepsie.

## Charakteristiky onemocnění
Onemocnění začíná obvykle mezi 12. až 18. rokem. Prvním příznakem jsou myoklonie, nejčastěji pletencová svalstva, zpravidla symetricky, po ránu, projevují se „odhazováním“ předmětů z ruky. Měsíce až roky poté se objeví první GTCS (generalizovaný tonicko-klonický záchvat), který bývá vyprovokován (fotostimulace, spánková deprivace, alkohol), často ihned po probuzení. Ve 30 % se objevují typické absence.
Diagnostika je založena na typickém EEG nálezu – polyspikewaves s frekvencí 3–6 Hz, magnetická rezonance je normální. Velmi častá je fotosenzitivita.
Terapie – lamotrigin, valproát (ne u žen ve fertilním věku), levetiracetam, eslicarbamazepin, etosuximid, topimarát, zonisamid. Při správně zvolené medikaci je kompenzováno 90 % pacientů, při vysazení je však riziko recidivy 80–90 %.
Jsou známé jen některé geny, které se podílí na vzniku JME, např. mutace v genu EFHC1 (zvaný myoklonin) na 6. chromozomu se vyskytuje u 3-9 % pacientů; mutace genu GABRA1.